# Sleeping Bag Records
Sleeping Bag Records foi uma gravadora independente sediada em Nova Iorque que operou de 1981 até 1992. Entre os artistas que gravaram para a Sleeping Bag estão Mantronix, Just-Ice, Nice & Smooth e EPMD; a cantora Nocera e o cantor de R&B Joyce Sims.

## Fundadores
Sleeping Bag Records foi fundada por Arthur Russell, William Socolov e Juggy Gales. O logo da empresa é o desenho de um coala.
O selo Fresh Records (afiliado da Sleeping Bag) foi fundado em 1985.

## Relançamentos
Depois de fechar as portas em 1992, o catálogo permaneceu no limbo por muitos anos. Em 1996, o selo e seu catálogo foram comprados pela Warlock Records, que tem relançado seus títulos com os logos da Sleeping Bag e Fresh ao lado do logo da Warlock Records. O prédio em Manhattan onde o escritório da gravadora ficava foi demolido e um prédio de apartamentos de luxo foi construído em seu lugar. Em 2006 a gravadora se tornou um dos diversos braços do selo Traffic Entertainment Group e tem lançado novas versões de álbuns clássicos do catálogo da Sleeping Bag com a arte original intacta.